# Monaco aux Jeux olympiques d'hiver de 2010
Vous lisez un « bon article » labellisé en 2014.
La participation de Monaco aux Jeux olympiques d'hiver de 2010 à Vancouver au Canada, du 12 au 28 février 2010, constitue la huitième participation du pays à des Jeux olympiques d'hiver. La délégation monégasque est représentée par trois athlètes, la skieuse Alexandra Coletti et les bobeurs Patrice Servelle et Sébastien Gattuso.
Monaco ne remporte aucune médaille lors de ces Jeux olympiques, Gattuso et Servelle se classant au 19e rang de l'épreuve de bobsleigh à deux masculin, tandis qu'Alexandra Coletti obtient sa meilleure performance en terminant à la même place lors du super-combiné féminin.

## Préparation et vie à Vancouver

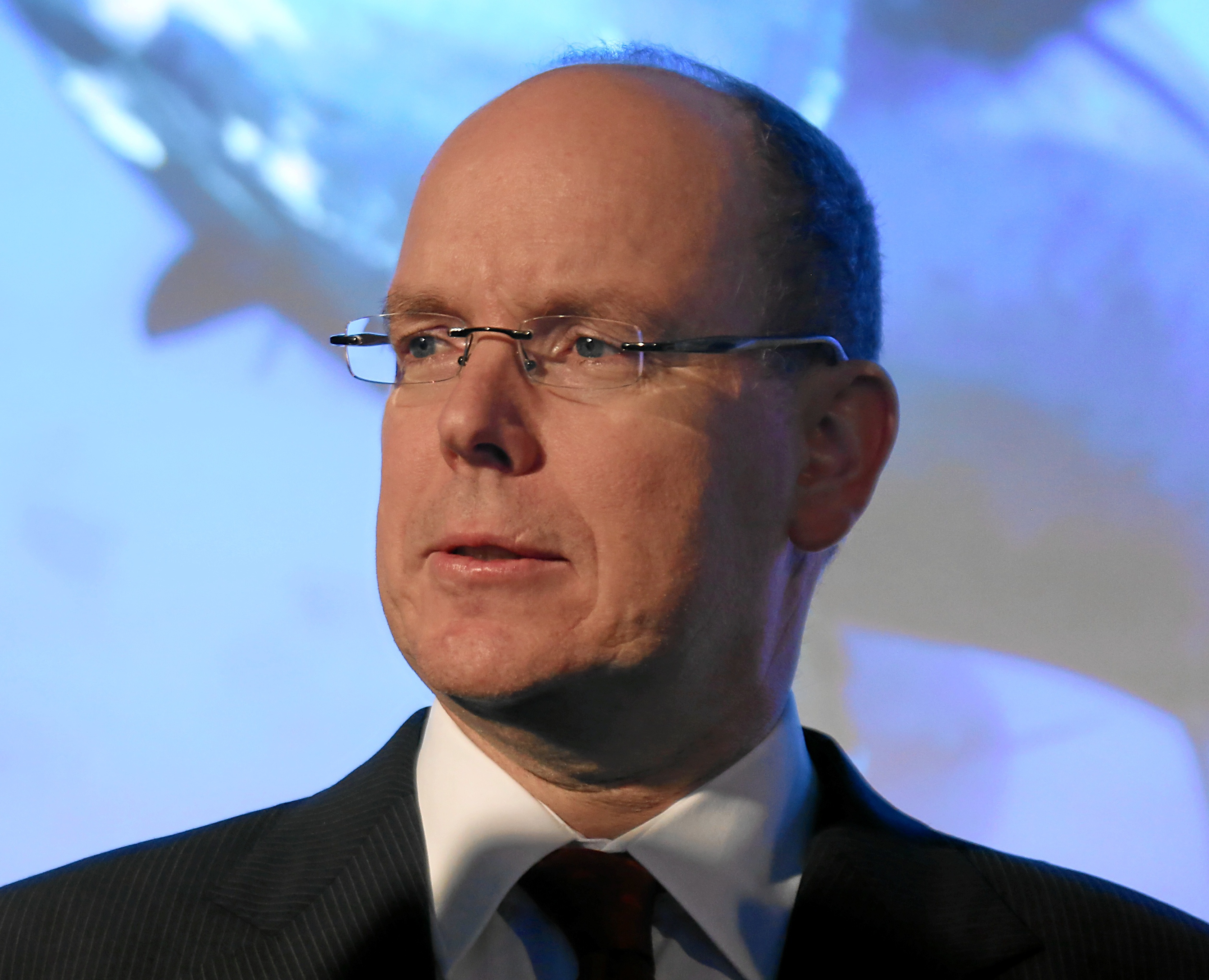
Le prince souverain Albert II de Monaco fait partie des officiels de la délégation monégasque.

La délégation monégasque pour ces Jeux olympiques est composée de trois athlètes, d'un kinésithérapeute et de cinq officiels : le prince souverain de Monaco, membre du Comité international olympique et président du Comité olympique monégasque (COM) Albert II de Monaco, le chef de mission Jacques Pastor, Yvette Lambin-Berti, secrétaire générale du COM, Philippe Pasquier, président de la Fédération monégasque de ski, ainsi que Stéphan Maggi, attaché de presse du COM.
Les membres de la délégation arrivent à différents moments. La skieuse Alexandra Coletti est la première athlète à rejoindre le village olympique pour s'entraîner sur la piste de Whistler Creekside, qui accueille les épreuves de ski alpin, tandis que les bobeurs Patrice Servelle et Sébastien Gattuso arrivent uniquement le 11 février, à la veille de la cérémonie d'ouverture.
Le même jour a lieu la cérémonie de bienvenue de la délégation monégasque, ainsi que de la délégation bermudienne. Durant cette cérémonie, un discours de bienvenue du maire du village ainsi qu'une remise de cadeaux, effectuée par le chef de mission, ont lieu. Enfin, le drapeau monégasque est levé et l'hymne monégasque est joué. Après la cérémonie, la délégation monégasque est reçue par le consul de Monaco à Vancouver, Jacques Becker.
Le prince Albert II visite le village olympique au début des Jeux, et participe à « l'événement francophone », une réception organisée par l'Organisation internationale de la francophonie en présence des premiers ministres du Canada et du Québec, Stephen Harper et Jean Charest,.

## Cérémonies d'ouverture et de clôture

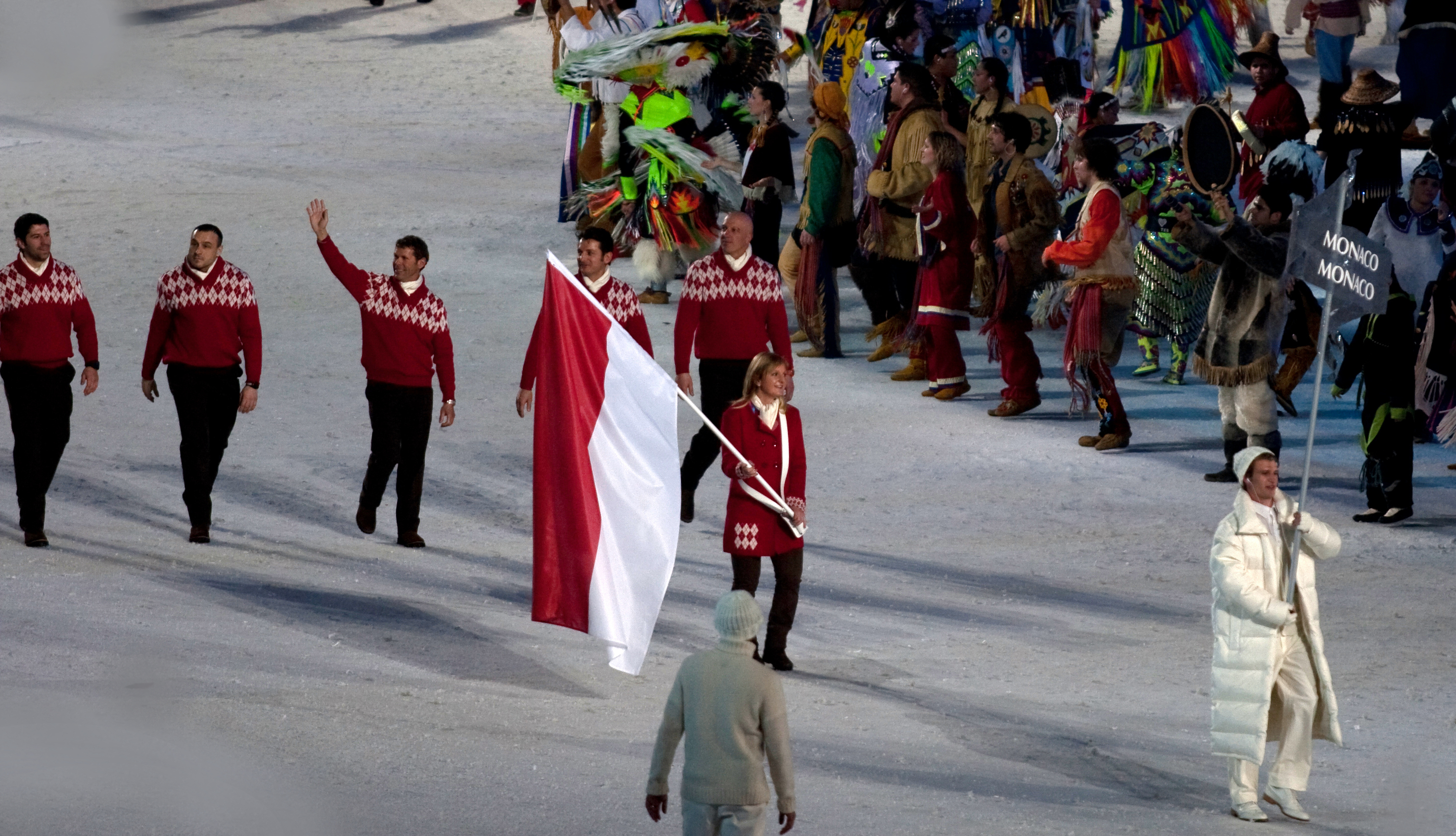
Entrée de la délégation monégasque lors de la cérémonie d'ouverture.

Comme cela est de coutume, la Grèce, berceau des Jeux olympiques, ouvre le défilé des nations, tandis que le Canada, en tant que pays organisateur, ferme la marche. Les autres pays défilent par ordre alphabétique. Monaco est la 54e des 82 délégations à entrer dans le BC Place Stadium de Vancouver au cours du défilé des nations durant la cérémonie d'ouverture, après la Moldavie et avant la Mongolie. Cette cérémonie est dédiée au lugeur géorgien Nodar Kumaritashvili, mort la veille après une sortie de piste durant un entraînement. Le porte-drapeau du pays est la skieuse alpine Alexandra Coletti, qui se déclare « fière et heureuse d'avoir porté le drapeau de [son] pays ».
Lors de la cérémonie de clôture qui se déroule également au BC Place Stadium, les porte-drapeaux des différentes délégations entrent ensemble dans le stade olympique et forment un cercle autour du chaudron abritant la flamme olympique. Le drapeau monégasque est alors porté par le bobeur Patrice Servelle.

## Bobsleigh

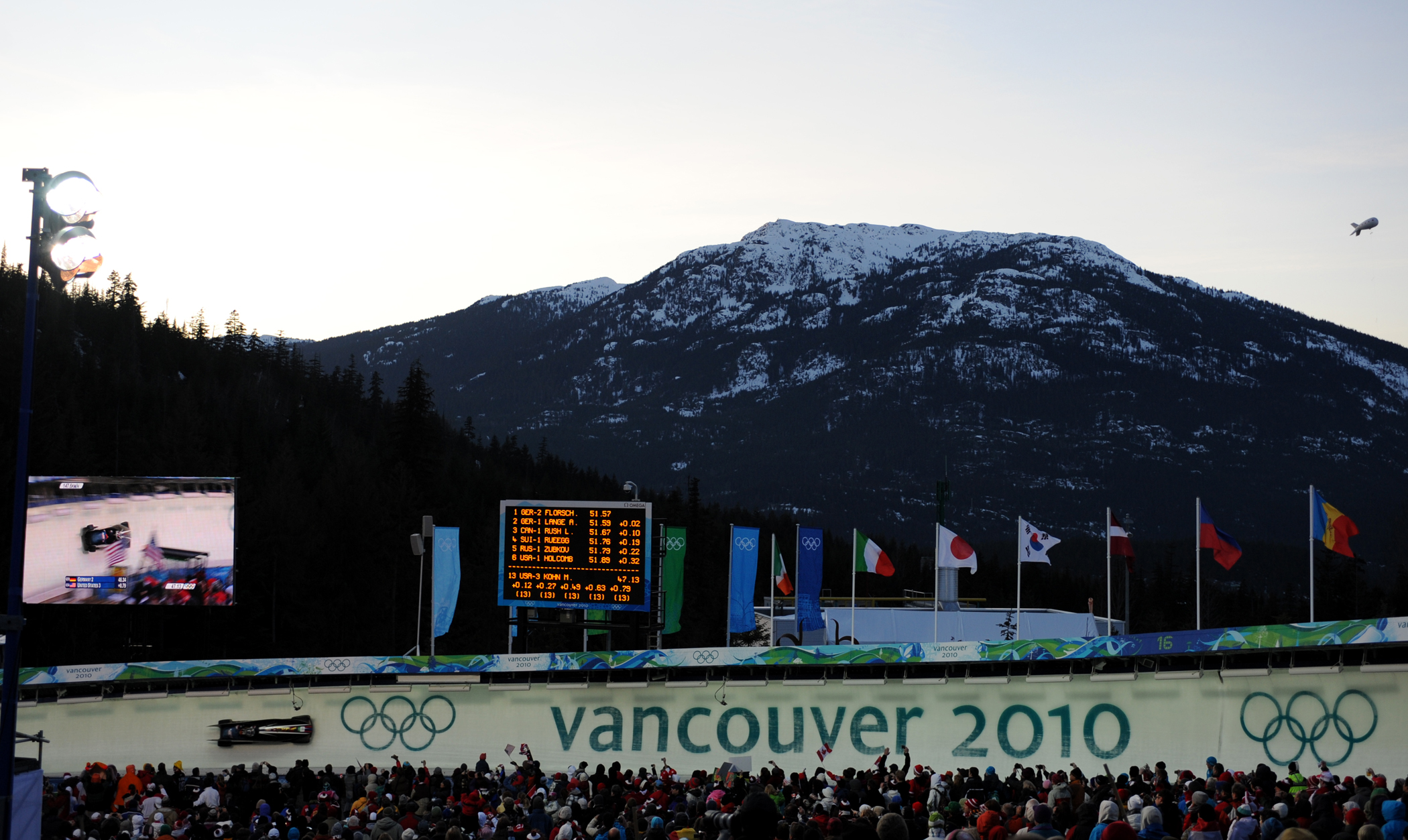
Le virage 11 de la piste du Centre des sports de glisse de Whistler où se déroulent les compétitions de bobsleigh.

Monaco aligne deux athlètes dans les épreuves de bobsleigh lors de ces Jeux olympiques. L'équipe est emmenée par le pilote Patrice Servelle, né le 20 juillet 1974 à Monte-Carlo et dont c'est la troisième participation à des Jeux olympiques d'hiver après ceux de Salt Lake City en 2002 et de Turin en 2006,. Il est accompagné de Sébastien Gattuso, né le 28 juin 1971 à Menton, dans les Alpes-Maritimes. C'est la deuxième fois que Gattuso prend part à des Jeux d'hiver, après Salt Lake City en 2002, lui qui a également participé aux Jeux olympiques d'été d'Athènes en 2004 et de Pékin en 2008 en concourant dans l'épreuve du 100 mètres. L'équipe de bobsleigh monégasque est entraînée par Bruno Mingeon, médaillé de bronze avec l'équipe de France de bob à quatre lors des Jeux de Nagano en 1998. L'objectif des bobeurs monégasques est d'améliorer leur classement de Turin où ils avaient terminé à la douzième place.

### Qualification
Cent-soixante-dix places sont attribuables pour les épreuves de bob à deux et de bob à quatre, dont 130 hommes et 40 femmes, pour les Jeux olympiques de Vancouver, dans la limite de trente équipages par épreuve. La période de qualification s'étale entre le 1er octobre 2009 et le 1er février 2010. Pour se qualifier, les pilotes doivent figurer parmi les 50 meilleurs pilotes dans le classement de la Fédération internationale de bobsleigh et de tobogganing (FIBT) à la date du 17 janvier 2010. Le quota d'athlètes par pays est établi en fonction du nombre d'équipages qualifiés. Le pilote monégasque Patrice Servelle, classé au 29e rang des pilotes de bob à deux, remplit ainsi les critères de qualification et permet à son pays d'aligner un équipage dans cette épreuve lors des Jeux. Deux autres athlètes, Anthony Rinaldi et Jérémy Bottin,, sont pressentis pour participer aux Jeux olympiques en tant que remplaçants de ce premier équipage, mais ils ne se rendent finalement pas à Vancouver,.

### Résultat
Lors des deux descentes d'entraînement, qui ont lieu le 18 février, le bob à deux monégasque se classe 8e, puis 9e. Après ces entraînements, le pilote monégasque Patrice Servelle qualifie la piste de Whistler de « très difficile, car très rapide et très technique. » Le 20 février, Patrice Servelle et Sébastien Gattuso débutent la compétition et sont les 21e concurrents à s'élancer dans l'épreuve de bob à deux. Ils réalisent le 19e temps de cette première manche, en 52 s 96, avec 1 s 39 de retard sur l'équipage allemand composé de Thomas Florschütz et Richard Adjei, en tête de la course. Dans la deuxième manche, le bob monégasque améliore son temps de plus de 3 dixièmes de seconde, en 52 s 61, ce qui lui permet de se replacer à la 18e place du classement général provisoire à l'issue de la première journée de compétition,.
Lors du deuxième jour de compétition, Patrice Servelle et Sébastien Gattuso réalisent le 18e temps de la troisième manche, en 52 s 71, puis achèvent leur épreuve avec un temps de 52 s 56 dans la quatrième manche, soit leur descente la plus rapide. Au classement final, le bob monégasque se classe au 19e rang, avec un temps total de 3 min 30 s 84, soit un retard de 4 s 19 sur l'équipage allemand André Lange-Kevin Kuske, champion olympique. Déçu par ce résultat, Patrice Servelle reconnaît s'être « mis en difficulté dès la première manche ».
| Athlètes                           | Manche 1   | Manche 1 | Manche 2   | Manche 2 | Manche 3   | Manche 3 | Manche 4   | Manche 4 | Total         | Total |
| Athlètes                           | Temps      | Rang     | Temps      | Rang     | Temps      | Rang     | Temps      | Rang     | Temps         | Rang  |
| ---------------------------------- | ---------- | -------- | ---------- | -------- | ---------- | -------- | ---------- | -------- | ------------- | ----- |
| Patrice Servelle Sébastien Gattuso | 4,94 52,96 | 19       | 4,96 52,61 | 13       | 4,96 52,71 | 18       | 4,98 52,56 | 15       | 3 min 30 s 84 | 19    |

## Ski alpin

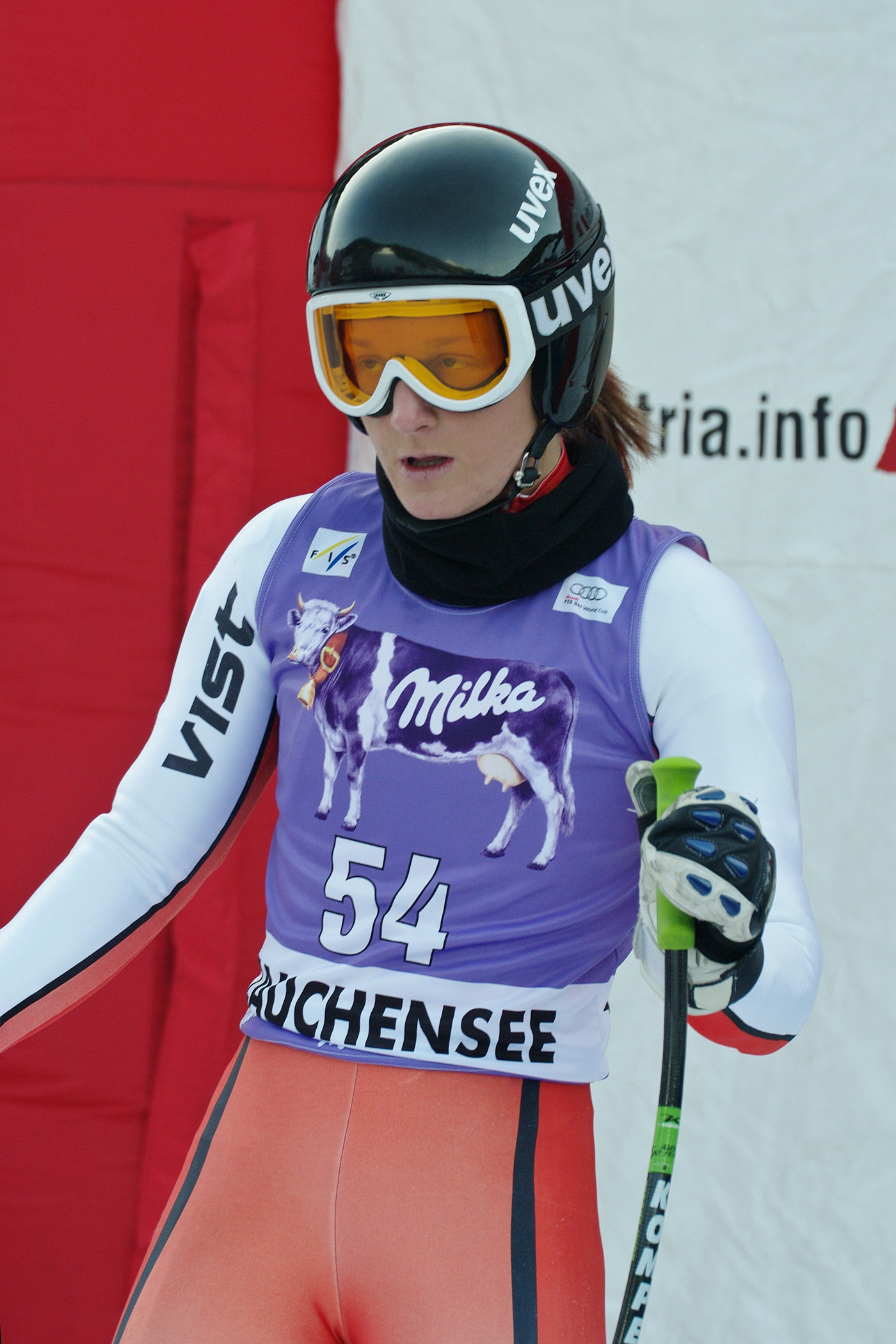
Alexandra Coletti représente Monaco dans les épreuves de ski alpin.

Alexandra Coletti est la seule athlète monégasque engagée dans les épreuves de ski alpin. Âgée de 26 ans, elle participe aux Jeux olympiques pour la deuxième fois consécutive, après les Jeux de Turin en 2006, lors desquels elle a concouru dans toutes les épreuves, obtenant son meilleur résultat en descente avec la 31e place. Son objectif est de terminer dans les vingt premières de la descente et du Super G.

### Qualification
Trois-cent-vingt places sont attribuables en ski alpin pour les Jeux olympiques de Vancouver, dans la limite de vingt-deux athlètes par nation. La période de qualification s'étale entre juillet 2008 et le 25 janvier 2010. Pour se qualifier, les 500 premiers de chaque épreuve au classement, dans la liste des points de la Fédération internationale de ski (FIS), sont admissibles dans la limite de quatre par pays, en sachant que pour les épreuves de descente, de super-combiné et de super-G, les athlètes doivent obtenir un maximum de 120 points FIS dans l'épreuve concernée. Si une nation ne possède aucun skieur réalisant ces critères, il lui est possible d'obtenir un ticket olympique pour chaque sexe dans les épreuves de slalom et de slalom géant, en participant aux Championnats du monde de ski alpin 2009 et en ne dépassant pas les 140 points FIS.
Alexandra Coletti obtient sa qualification pour les épreuves de descente, de super-G et de super-combiné car elle y est classée parmi les 500 meilleurs athlètes dans le classement établi par la FIS. Bien que classée au-delà de la 500e place dans l'épreuve du slalom géant, elle s'y qualifie également car elle possède moins de 140 points FIS dans la discipline. Pour cela, elle a participé à de nombreuses courses internationales comme à Zinal en Suisse, où elle a terminé au 27e rang du slalom géant.
Chez les hommes, le skieur Olivier Jenot est initialement qualifié pour ces Jeux olympiques. Cependant, blessé à une épaule deux mois avant les compétitions olympiques et pas rétabli à temps, il ne peut se rendre à Vancouver,.

### Résultats
Le 17 février, Alexandra Coletti s'élance dans la descente avec le dossard no 32. Elle franchit le premier intermédiaire après 25 s 10, à 1 s 07 de la canadienne Britt Janyk qui réalise le meilleur départ, ce qui la place au 26e rang à ce stade de la course. Son retard s'accentue au fil de la course, et Coletti termine l'épreuve à la 24e place en 1 min 48 s 92, à 4 s 73 de la championne olympique américaine Lindsey Vonn. À l'issue de la course, Coletti déclare que « ce fut une course très difficile, très éprouvante. »
Le lendemain, Alexandra Coletti est engagée dans le super-combiné avec le dossard no 2. Elle réalise le 16e temps de la descente en 1 min 26 s 74, à 2 s 58 du meilleur temps de Lindsey Vonn. Ce résultat lui permet d'être la 15e concurrente à s'élancer dans la seconde manche, le slalom. Elle signe le 23e temps du slalom en 47 s 07 et termine ainsi au 19e rang final du super-combiné, avec un temps total de 2 min 13 s 81, à 4 s 67 de l'allemande Maria Riesch.
Le 20 février, elle porte le dossard no 32 au départ du super-G, dont elle se classe 25e en 1 min 24 s 56, à 4 s 44 de l'autrichienne Andrea Fischbacher qui devient la nouvelle championne olympique de l'épreuve.
Elle participe à sa dernière épreuve lors de ces Jeux le 24 février, à l'occasion du slalom géant. Partie avec le dossard no 50 dans la première manche, elle franchit le premier intermédiaire en 54e position, avec un temps de 19 s 83, mais sort de la piste dans le second intermédiaire et ne peut ainsi terminer l'épreuve. Malgré cette contre-performance, Alexandra Coletti tire un bilan positif de sa prestation aux Jeux : « J'ai juste pensé à me libérer quand j'étais en piste, me faire plaisir. Et c'est ça qui paie ».
| Skieuse           | Épreuve       | Temps final   | Retard | Rang |
| ----------------- | ------------- | ------------- | ------ | ---- |
| Alexandra Coletti | Descente      | 1 min 48 s 92 | 4 s 73 | 24e  |
| Alexandra Coletti | Super-G       | 1 min 24 s 56 | 4 s 42 | 25e  |
| Alexandra Coletti | Super-Combiné | 2 min 13 s 81 | 4 s 67 | 19e  |
| Alexandra Coletti | Slalom Géant  | Abandon       | -      | -    |

## Aspects extra-sportifs

### Diffusion des Jeux à Monaco
Les Jeux olympiques de Vancouver ne sont diffusés par aucune chaîne de télévision nationale. Les Monégasques peuvent suivre les épreuves olympiques en regardant en clair les chaînes françaises du groupe France Télévisions, ainsi que sur le câble et le satellite sur Eurosport. France Télévisions, Eurosport et Eurovision permettent d'assurer la couverture médiatique monégasque sur Internet.

### Timbres
À l'occasion de ces Jeux olympiques, la poste de Monaco émet deux timbres dont les illustrations montrent des disciplines présentes aux Jeux de Vancouver, l'un dédié au ski alpin, l'autre représentant un snowboardeur et une patineuse.